# كأس روسيا لكرة القدم 1995–96
كأس روسيا لكرة القدم 1995–96 (بالروسية: Кубок России по футболу 1995/1996)‏ هو الموسم 4 من كأس روسيا لكرة القدم. أقيم خلال الفترة 8 أبريل 1995 وحتى 11 مايو 1996، وأشرف على تنظيمه اتحاد روسيا لكرة القدم، وكان عدد الأندية المشاركة فيه 152، وفاز فيه لوكوموتيف موسكو.